# Vera Gäde-Butzlaff

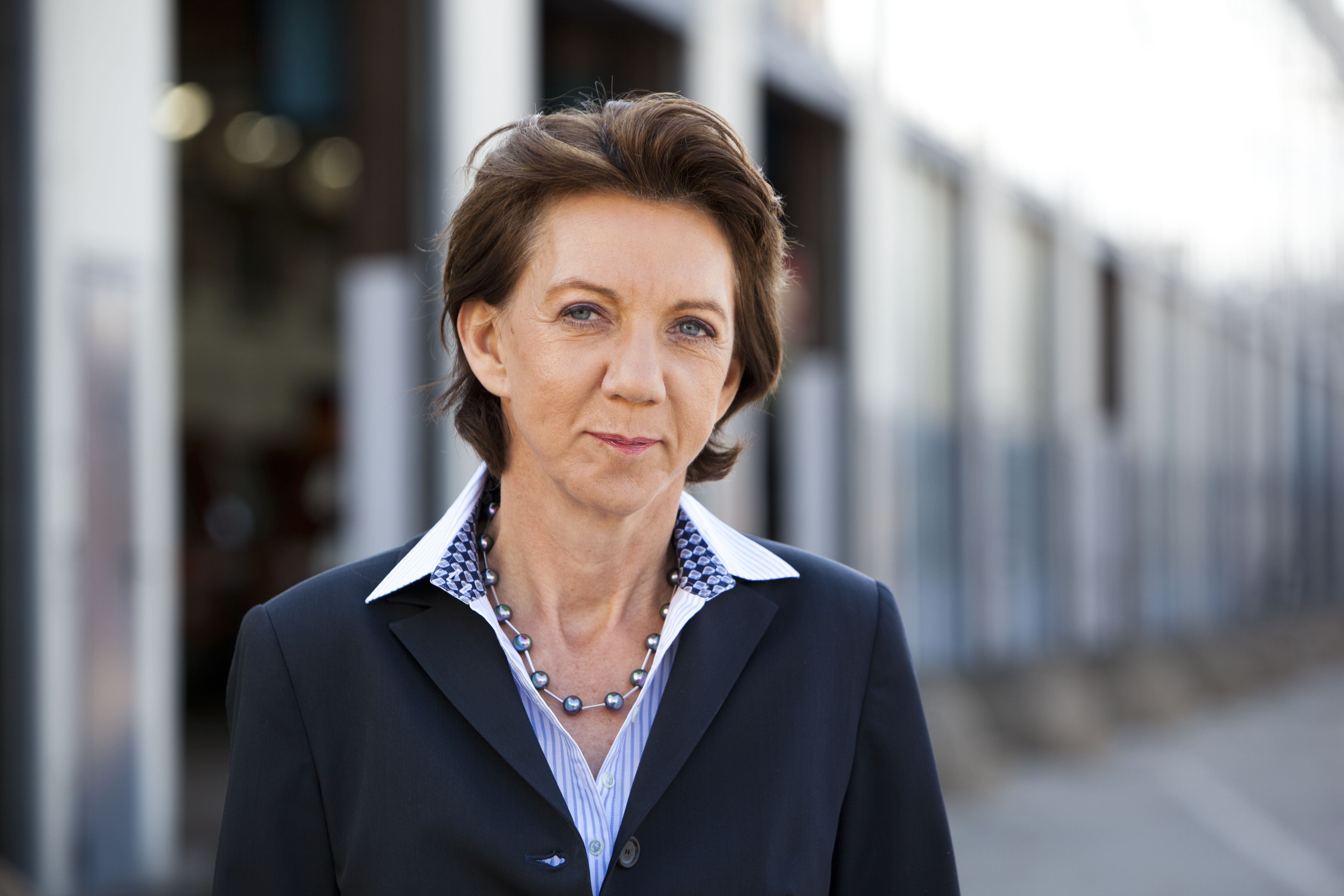
Vera Gäde-Butzlaff (2013)

Vera Gäde-Butzlaff (* 15. Dezember 1954 in Bad Gandersheim) ist eine deutsche Managerin. Sie war von 2007 bis 2014 Vorsitzende des Vorstandes der Berliner Stadtreinigungsbetriebe (BSR) und  1. März 2015 bis Februar 2018 war sie Vorstandsvorsitzende der GASAG AG.
Seit April 2018 Vorsitzende des Aufsichtsrats von Vivantes.

## Leben
Nach ihrem Abitur auf dem Heinrich-Nordhoff-Gymnasium in Wolfsburg studierte Gäde-Butzlaff von 1973 bis 1980 an der Freien Universität Berlin Rechtswissenschaften. In den Jahren 1983 und 1984 war sie Regierungsrätin zur Anstellung beim Senator für Inneres in Berlin.
Von 1985 bis 1986 zunächst Richterin auf Probe, anschließend bis März 1994 war Gäde-Butzlaff Richterin am Verwaltungsgericht in Berlin, anschließend von April 1994 bis Januar 1998 Vorsitzende Richterin am Verwaltungsgericht in Frankfurt an der Oder. Danach war sie von Februar 1998 bis Juni 2001 zunächst Ministerialdirigentin, anschließend von Juli 2001 bis Mai 2002 Staatssekretärin für Umwelt und Landwirtschaft im Ministerium für Raumordnung, Landwirtschaft und Umwelt des Landes Sachsen-Anhalt.
Im Januar 2003 wurde sie Vorstandsmitglied der Berliner Stadtreinigungsbetriebe (BSR) mit Verantwortung für Abfalllogistik und Abfallentsorgung, seit 2004 auch für die Straßenreinigung. Damit trug Gäde-Butzlaff die Gesamtverantwortung für alle operativen Dienstleistungen der BSR. Von 2007 bis 2014 war sie Vorstandsvorsitzende der Berliner Stadtreinigungsbetriebe (BSR). Seit dem 1. März 2015 ist sie als Nachfolgerin von Stefan Grützmacher Vorstandsvorsitzende der GASAG AG.
Gäde-Butzlaff ist mit einem Lehrer verheiratet und Mutter einer Tochter. Sie wohnt in Berlin.

## Mitgliedschaften
- Mitglied im Aufsichtsrat der Berliner Volksbank (seit 2008)
- Mitglied im Aufsichtsrat der Hertha BSC GmbH & Co. KGaA[2]
- Mitglied im Rat für Nachhaltige Entwicklung (Beratungsgremium mit Mandat der Bundesregierung, seit 2013)[1]
- Mitglied im Deutschen Juristinnenbund
- Vorstandsvorsitzende der Bürgerstiftung Berlin https://buergerstiftung-berlin.de

## Publikationen
- Abfallwirtschaftliche Dienstleistungen im Spannungsfeld kommunaler und privater Entsorgungsbetriebe. Witzenhausen-Institut GmbH, 4. Staßfurter Abfall- und Energieforum 2003, November 2003
- Vera Gäde-Butzlaff et al.: Ausschreibung von Entsorgungsdienstleistungen. TK Verlag – Fachverlag für Kreislaufwirtschaft. Ersatzbrennstoffe 3, Dezember 2003
- Vera Gäde-Butzlaff et al.: Public Private Partnership: Formen – Risiken – Chancen. Referate eines Symposiums der Gesellschaft für öffentliche Wirtschaft, des Verbandes kommunaler Wirtschaft und des Deutschen Städtetages, Gesellschaft für öffentliche Wirtschaft, März 2004, ISBN 3-928615-13-0 und ISBN 978-3-928615-13-6
- Vera Gäde-Butzlaff et al.: Verbrennung als Mittel der Abfallentsorgung. TK Verlag – Fachverlag für Kreislaufwirtschaft. Optimierungspotential der Abfallverbrennung, August 2004
- Vera Gäde-Butzlaff et al.: Herausforderungen an kommunale Abfallwirtschaftsbetriebe. TK Verlag – Fachverlag für Kreislaufwirtschaft, Optimierung der Abfallverbrennung 2, März 2005
- Berliner Abfallwirtschaft aus ökologischer, ökonomischer und sozialer Sicht. TK Verlag – Fachverlag für Kreislaufwirtschaft. Ersatzbrennstoffe 5, Dezember 2005
- Vera Gäde-Butzlaff et al.: Die Frau der leisen Töne – Der Tagesspiegel – 12. September 2019